# Distretto di Oberhasli
Il distretto di Oberhasli è stato un distretto del Canton Berna, in Svizzera. Confinava con il distretto di Interlaken a ovest, con il Canton Obvaldo ed il Canton Nidvaldo a nord, con il Canton Uri a est e con il Canton Vallese (distretto di Goms) a sud-est e a sud. Il capoluogo era Meiringen.
I suoi comuni sono passati alla sua soppressione al Circondario di Interlaken-Oberhasli.

## Comuni
Amministrativamente è diviso in 6 comuni:
- Gadmen
- Guttannen
- Hasliberg
- Innertkirchen
- Meiringen
- Schattenhalb